# 劉雍 (明朝)
劉雍（1485年—？），字堯臣，號方山，山東青州府昌樂縣人，軍籍，明朝政治人物。

## 生平
正德五年（1510年）庚午科山東鄉試第四十九名舉人，十二年（1517年）中式丁丑科會試第一百七十一名，二甲第六十四名進士。通政司觀政，授戶部主事，升戶部廣西司員外郎，升郎中，嘉靖四年（1525年）十月出為陝西按察司僉事，升廣東布政使司參議，升陝西按察司副使，十二年（1533年）八月升廣東布政使司左參政，十四年（1535年）七月升陝西按察使，十六年（1537年）七月升江西右布政使。

## 家族
曾祖劉鐸；祖父劉章，知縣；父劉鈇，知縣。母張氏。具慶下。弟劉熙、劉康。